# Johannes Eschmann (politicus)
Johannes Eschmann (Richterswil, 6 juni 1834 - aldaar, 6 mei 1896) was een Zwitsers landbouwer, bestuurder en politicus voor de radicalen uit het kanton Zürich.

## Biografie

### Afkomst en opleiding
Johannes Eschmann was de zoon van een landbouwer. Hij trouwde eerst met Luise Hauser, van wie hij in 1880 zou scheiden, en hertrouwde later met Elise Frey. Na zijn schooltijd aan de landbouwschool van Kreuzlingen nam hij op zijn achttiende de vaderlijke boerderij Neuhaus over.

### Politicus
Eschmann was lokaal actief als burgemeester en zetelde tevens in de kerkraad, de schoolraad en de middelbareschoolraad. Van 1868 tot 1869 zetelde hij in de kantonnale constituante. Vervolgens was hij van 1869 tot 1879 lid van de Kantonsraad van Zürich, om vervolgens van 1879 tot 1896 te zetelen in de Regeringsraad van Zürich, die hij in 1886 en 1891 voorzat. Aanvankelijk was hij daar bevoegd voor Militaire Zaken en later voor Binnenlandse Zaken. Na de federale parlementsverkiezingen van 1890 zetelde hij van 1 december 1890 tot zijn overlijden in de Nationale Raad.

### Bestuurder
Eschmann was medeoprichter van de veehouderijvereniging van Richterswil, zette zich in voor de watervoorziening in zijn gemeente en was betrokken bij de oprichting van een onderzoeksstation voor boom-, wijn- en tuinbouw in Wädenswil. Hij richtte ook een koor op en zetelde van 1878 tot 1879 in de raad van bestuur van de Kantonnale bank van Zürich. Van 1887 tot 1892 was hij voorzitter van de Schweizerischer Milchwirtschaftlicher Verein.